# Enrico Riccardi
Enrico Riccardi (Tortona, 27 marzo 1934 – Aglientu, 17 marzo 2019) è stato un compositore, paroliere, cantautore e produttore discografico italiano.

## Biografia
Dopo aver iniziato la carriera come musicista, agli inizi degli anni '60 diventa cantautore, incidendo alcuni 45 giri per alcune etichette, a volte usando lo pseudonimo Rico Riccardi; partecipa alla Sei giorni della canzone 1961 con Accordi sull'acqua.
Si dedica poi solo alla composizione, collaborando con il paroliere Luigi Albertelli, suo concittadino, e raggiunge il successo con Zingara che, interpretata da Bobby Solo e Iva Zanicchi, vince il Festival di Sanremo 1969.
Collabora per alcuni anni con la Dischi Ricordi, scrivendo canzoni di successo come Io mi fermo qui per i Dik Dik e molti brani incisi da Drupi tra cui Sereno è, Piccola e fragile e Vado via; produce ed arrangia l'album di debutto di Loredana Bertè, Streaking, per cui scrive anche tutte le canzoni del disco e collabora nel 1983 all'album di esordio di Fiordaliso per la quale compone "Fare l'amore" con testo di Luigi Albertelli.
Con Drupi ed Albertelli fonda nel 1976 la casa discografica Real Music, pubblicando tra gli altri artisti come Piero Focaccia, Miko e Bruno D'Andrea.
Nel 1972 scrive per Mina la canzone Fiume azzurro, seguita nel 1977 da Ma che bontà; tre anni dopo include il brano nell'album Parapapà, prodotto da Roberto Dané, con cui riprende per un certo periodo l'attività di cantautore.
In seguito si è anche dedicato all'attività di compositore di colonne sonore, musiche per spettacoli teatrali come I Cavalieri della Tavola Rotonda e per serie televisive come Detective Extralarge, come il brano inedito strumentale "Black Image", eseguito dai vocalizzi e dal virtuosismo vocale della cantautrice Giuni Russo.
Muore il 17 marzo 2019.

## Discografia

### Album
- 1980: Parapapà (RCA Italiana, PL 31513)

### Singoli
- 1961: Innamorati della vita/Non tentarmi (Parlophon, QMSP 16315)
- 1961: Accordi sull'acqua/Come una favola (Parlophon, QMSP 16316)
- 1962: Il divano/Le donne chic (Vedette, VV 3641)
- 1962: Il chiodo/Vorrei (Vedette, VV 3642)
- 1963: Le donne chic/Raccontalo ad un altro (Galleria del Corso, GC 093; inciso come Rico Riccardi)
- 1964: Ciao da Salice Terme/Grazie di essere tornata (Ariston Records, 1001; inciso come Rico Riccardi)

## Canzoni scritte da Enrico Riccardi
| Anno | Titolo                   | Autori del testo                        | Autori della musica                | Interpreti                 |   |
| ---- | ------------------------ | --------------------------------------- | ---------------------------------- | -------------------------- | - |
| 1963 | Le donne chic            | Luigi Albertelli                        | Enrico Riccardi e Mansueto Deponti | Rico Riccardi              |   |
| 1964 | Ciao da Salice Terme     | Luigi Albertelli                        | Enrico Riccardi                    | Rico Riccardi              |   |
| 1964 | Grazie di essere tornata | Luigi Albertelli                        | Enrico Riccardi                    | Rico Riccardi              |   |
| 1969 | Zingara                  | Luigi Albertelli                        | Enrico Riccardi                    | Bobby Solo e Iva Zanicchi  |   |
| 1970 | Io mi fermo qui          | Luigi Albertelli                        | Enrico Riccardi                    | Donatello e Dik Dik        |   |
| 1971 | Ninna nanna (cuore mio)  | Luigi Albertelli                        | Enrico Riccardi                    | Caterina Caselli e Dik Dik |   |
| 1972 | Fiume azzurro            | Luigi Albertelli                        | Enrico Riccardi                    | Mina                       |   |
| 1972 | Mediterraneo             | Luigi Albertelli                        | Enrico Riccardi                    | Milva                      |   |
| 1972 | Rimpianto                | Alessandro Colombini e Luigi Albertelli | Enrico Riccardi                    | Bobby Solo                 |   |
| 1973 | Lamento d'amore          | Luigi Albertelli                        | Enrico Riccardi                    | Mina                       |   |
| 1973 | Uomo                     | Luigi Albertelli                        | Enrico Riccardi                    | Mina                       |   |
| 1973 | Vado via                 | Luigi Albertelli                        | Enrico Riccardi                    | Drupi                      |   |
| 1973 | Ti piacerebbe            | Enrico Riccardi                         | Enrico Riccardi                    | Loredana Bertè             |   |
| 1973 | Non so dormire sola      | Luigi Albertelli                        | Enrico Riccardi                    | Loredana Bertè             |   |
| 1973 | S.E.S.S.O                | Enrico Riccardi                         | Enrico Riccardi                    | Loredana Bertè             |   |
| 1973 | La telefonata            | Enrico Riccardi                         | Enrico Riccardi                    | Loredana Bertè             |   |
| 1973 | Oggi si vola             | Naps                                    | Enrico Riccardi                    | Loredana Bertè             |   |
| 1973 | Parlate di moralità      | Naps                                    | Enrico Riccardi                    | Loredana Bertè             |   |
| 1973 | La porti la maglia       | Luigi Albertelli                        | Enrico Riccardi                    | Loredana Bertè             |   |
| 1973 | Volevi un amore grande   | Luigi Albertelli                        | Enrico Riccardi e Sergio Menegale  | Loredana Bertè             |   |
| 1973 | Marrakech                | Enrico Riccardi                         | Enrico Riccardi                    | Loredana Bertè             |   |
| 1974 | Piccola e fragile        | Luigi Albertelli                        | Enrico Riccardi                    | Drupi                      |   |
| 1975 | Sereno è                 | Luigi Albertelli                        | Enrico Riccardi                    | Drupi                      | - |
| 1976 | Sempre sempre sempre     | Luigi Albertelli                        | Enrico Riccardi                    | Gianni Farè                |   |
| 1976 | E già...                 | Drupi                                   | Enrico Riccardi                    | Drupi                      |   |
| 1977 | Ma che bontà             | Enrico Riccardi                         | Enrico Riccardi                    | Mina                       |   |
| 1984 | Fare l'amore             | Luigi Albertelli                        | Enrico Riccardi                    | Fiordaliso                 |   |

| 1991
| Un angelo dal cielo 
| Enrico Riccardi
| Enrico Riccardi
| Viola Valentino
|-
|}
1993                Tu con la mia amica                                                Enrico Riccardi                                           Enrico Riccardi                                       Maria Grazia Impero                                                                                                                                                                            